# Грушевый цветоед
Грушевый цветоед, или грушевый долгоносик (лат. Anthonomus pyri), — вид насекомых из семейства долгоносиков. Сельскохозяйственный вредитель, повреждает грушу.

## Описание
Жук длиной 4—5 миллиметров, коричнево-бурый, с прямой поперечной светлой полосой на надкрыльях. Хоботок длинный, тонкий, загнутый. Личинка белая, с коричневой головой, длиной 5—6 миллиметров. Куколка жёлтовато-белая.

## Распространение
Населяет Среднюю и Южную Европу, Северную Африку и Малую Азию. Встречается на территории Украины, в Закарпатье, Молдавии и в Крыму, возможно по всему Кавказу.

## Экология
Яйца откладывает поздно осенью, по одному в плодовые почки груши. Одна самка откладывает около 20 яиц. Яйца овальные, белые. Вскоре из них возрождаются личинки, которые остаются зимовать. Весной личинки выедают почки изнутри и в мае окукливаются. После цветения груши жуки нового поколения прогрызают чешуйку почки и выходят наружу. На летний период жуки прячутся под отставшую кору деревьев и другие места, где находятся до осени, потом выходят и откладывают яйца.